# Dirty Money (Album)
Dirty Money ist das vierte Musikalbum des US-amerikanischen Rap-Duos UGK. Es erschien am 13. November 2001 über das Musiklabel Jive Records.

## Titelliste
1. Let Me See It – 4:13
2. Choppin’ Blades – 4:46
3. Look at Me – 3:46
4. Ain’t That a Bitch (Ask Yourself) (feat. Devin the Dude) – 4:43
5. Gold Grill (feat. 8Ball & MJG) – 4:15
6. PA Nigga – 4:23
7. Holdin’ Na (feat. C-Note) – 4:02
8. Don’t Say Shit (feat. Big Gipp) – 4:36
9. Dirty Money – 4:53
10. Like a Pimp (feat. Three 6 Mafia) – 4:54
11. Pimpin’ Ain’t No Illusion (feat. Kool Ace und Too Short) – 6:01
12. Take It Off – 3:32
13. Wood Wheel – 4:58
14. Money, Hoes & Power (feat. Jermaine Dupri) (Bonus Titel) – 4:19

## Rezeption

### Chartplatzierungen
Dirty Money konnte Platz 18 der US-amerikanischen Billboard 200 belegen. Es hielt sich 15 Wochen in den Album-Charts. In der Liste der Top R&B/Hip-Hop Albums erreichte das vierte Album UGKs Position 2.

### Kritik
Ende 2011 bewertete das deutsche Hip-Hop-Magazin Juice im Rahmen eines Rückblicks auf den Werdegang UGKs das Album Dirty Money mit vier von möglichen sechs „Kronen“. Das Album habe zum „Zeitpunkt seines Erscheinens bereits Staub angesetzt“ gehabt, was der Redakteur Stephan Szillus unter anderem auf Konflikte bezüglich der musikalischen Ausrichtung des Duos mit seinem Label zurückführt. Zudem wirkten Stücke wie Let Me See It, Choppin’ Blades und Ain’t That a Bitch (Ask Yourself) überholt. Dennoch könne diese Sicht rückblickend revidiert werden, da UGK „ihrem Sound ganz einfach treu geblieben“ seien. Obwohl Dirty Money zum Erscheinungszeitpunkt „kaum jemand hören wollte“, werde das Album unterschätzt.